# 優多西婭·歐皮菲尼婭
優多西婭·歐皮菲尼婭（拉丁語：Eudoxia Epiphania，羅馬化：Epiphaneía，又名歐皮菲尼婭 、優多西婭或優多基亞，611年7月7日—？ ）是東羅馬帝國皇帝希拉克略和他的第一任妻子東羅馬皇后法比娅·欧多基娅所生的唯一的女儿，也是君士坦丁三世和希拉克略二世的姐姐。她于611年7月出生于帝國首都君士坦丁堡 ，8月15日受洗，同年10月4日加冕为奥古斯塔（在宫殿中的圣斯蒂芬教堂）。
当她大约15岁时，她的父亲与西突厥汗國和西突厥下屬的可萨人结盟，在602年—628年東羅馬—波斯戰爭对抗波斯帝國薩珊王朝和阿瓦尔汗國。为了获得突厥人的援助，優多西婭被许配给西突厥可汗统叶护可汗或其儿子。后来，她起程前往西突厥首都碎葉城去统叶护的汗庭那裏，但丈夫的死讯阻止了她的旅程，并阻止了這場政治婚姻的圆满。
她于639年1月4日之前去世，因为当天的典仪论上没有提到她的名字。

## 來源
- Garland, Lynda. . De Imperatoribus Romanis. （原始内容存档于2001-05-30）.
- Artamonov, Mikhail. Istoriya Khazar. Leningrad, 1962.
- Brook, Kevin Alan. The Jews of Khazaria. 2nd ed. Rowman & Littlefield Publishers, Inc, 2006.
- 大衛·克里斯欽. A History of Russia, Mongolia and Central Asia. Blackwell, 1999.
- Ducange. Familiae Byzantinae. Paris, 1680. p. 118.
- Dunlop, Douglas M. History of the Jewish Khazars. Princeton Univ. Press, 1954.
- 爱德华·吉本. 罗马帝国衰亡史. London, 1845. Ch. 46.

1. ↑  Iōánnīs Spatharákīs. . Brill Archive. 1976: 19–. ISBN 90-04-04783-2.